# Ujváry Lajos (színművész)
Ujváry Lajos, Greisinger Lajos Géza (Budapest, 1884. október 19. – Budapest, 1960. december 10.) színész.

## Élete
Greisinger Géza és Mussil Anna fia, Greisinger Ferenc színigazgató bátyja. 1908-ban színész lett. Működött az Intim Színházban, majd Kassán mint elismert komikus. 1912-ben a Népopera tagja volt. 1913. április 10-én feleségül vette Fáy Flóra színésznőt, a kassai színház kiváló művésznőjét. 1914. április 6-án megvált a Népoperától és az Apolló Kabaréhoz ment, onnan Kolozsvárra szerződött. 1919-ben a Medgyaszay-Színház tagja volt, ahol február 20-án mutatkozott be a Néma asszony c. vígjátékban. A Fővárosi Operettszínháznak is jelentős művésze volt, itt 1941–42-ben is fellépett. Miután felesége elhunyt, 1931. augusztus 30-án Budapesten, a Terézvárosban Kertész Ilonát vette el. Tőle 1932-ben elvált, s 1933. július 15-én a nála 12 évvel fiatalabb Dudacsek Margit lett a felesége. Nevét 1939-ben magyarosította hivatalosan. 1937 és 1939 között a Turul Bajtársi Egyesület, 1939-től 1944-ig pedig a nyilaspárt tagja volt, ezért 1945-ben az igazolóbizottság örökre eltiltotta. Ezt megfellebbezte, így a Népbíróság három évre csökkentette az eltiltás időtartamát.

## Filmszerepei
- Böském (1914)
- A hercegnő pongyolája (1914, szkeccs) – német rendőr
- Cox és Box (1915) - Box nyomdászsegéd
- Leányfurfang (1915)
- Liliomfi (1915)
- Jó éjt, Muki! (1916) – Tatorka Gedeon tanár
- A hadtestparancsnok (1916)
- A peleskei nótárius (1916) – vasas német
- Az egymillió fontos bankó (1916) – csavargó
- A szobalány (1916)
- A riporterkirály (1917)
- A vasgyáros (1917)
- Petőfi dalciklus (1918)
- Varázskeringő (1918) – Lothár főkamarás
- Magas diplomácia (1918) – Holleben gróf
- Se ki, se be! (1919) – rendőr
- A baba (1919) – Loremois márki
- Tilos a csók (1919) – pénzügyminiszter
- Lengyelvér I–II. (1920) – Gertner udvarmester
- Az V.-ik osztály (1920) – Davies osztályfőnök
- A csodegyerek (1920)
- A Szentmihály (1920) – Eberstein báró
- Gyimesi vadvirág (1921)
- Pingulin előlegje (1921, rövid)
- A két és fél jómadár (1923) – Zuru
- Egy fiúnak a fele (1924)
- Az ördög mátkája (1926)
- Tavaszi zápor (1932) – kávéházi vendég
- Mindent a nőért! (1933-34)
- Helyet az öregeknek! (1934) – borbély
- Hotel Kikelet (1937) – szakács
- A kölcsönkért kastély (1937) – jelzálogos
- A 111-es (1937) – rendőr
- Két fogoly (1937) – hadifogoly
- Egy lány elindul (1937) – Tomai Alajos, Garáék szomszédja
- Marika (1937) – színész
- Elcserélt ember (1938) – vendég az étteremben
- Döntő pillanat (1938) – Tőrös Ferenc inasa
- Cifra nyomorúság (1938) – történelem tanár
- A piros bugyelláris (1938) – Marci bácsi, kocsis
- Azurexpress (1938) – Lojzi bácsi, a portomingói hős
- A leányvári boszorkány (1938) – Gerstakker Ádám, kocsmáros
- Rozmaring (1938) – Molnár inasa
- Tiszavirág (1938, magyar-német)
- 13 kislány mosolyog az égre (1938) – csavargó
- A varieté csillagai (1938) – Mátyás, a panziós hölgy férje
- Vadrózsa (1938–39) – Gárdonyi Elemér méltóságos úr, vendég
- A miniszter barátja (1939) – Skultéthy
- A nőnek mindig sikerül (1939) – belgyógyász
- Bob herceg (1941) – harangozó
- Háry János (1941) – Venczel Donnerwetter
- Kádár kontra Kerekes (1941) – zálogos
- Szerelmi láz (1942) – házfelügyelő